# Guerra civil dominicana
La Revolución de Abril, tuvo lugar entre el 24 de abril y el 3 de septiembre de 1965, en Santo Domingo, República Dominicana. Inició cuando un grupo de militares y civiles derrocaron al constitucionalmente electo Juan Bosch el 27 de septiembre del 1963. La guerra del 24 de abril pretendía llevar nuevamente al poder al Profesor Juan Bosch. El golpe de Estado llevó al general Elías Wessin y Wessin a organizar militares leales al presidente Donald Reid Cabral, quien conformó el segundo triunvirato, iniciando una campaña contra los así llamados rebeldes constitucionalistas. Alegaciones de desviaciones comunistas conllevaron a una intervención estadounidense en el conflicto, que después se transformó en una ocupación de la Organización de los Estados Americanos en el país. Más tarde en septiembre de 1966 las tropas internacionales se retiraron del país antes se realizaron elecciones democráticas en 1966, en las cuales Joaquín Balaguer fue elegido presidente.

## Antecedentes
El gobierno de Juan Bosch fue en gran medida una rareza en la historia dominicana en ese momento: unas elecciones libres legitimaron un gobierno liberal democrático, que expresó su preocupación por el bienestar de todos los dominicanos, especialmente los de circunstancias modestas, aquellos cuyas voces nunca antes habían sido realmente escuchadas en el Palacio Nacional.[cita requerida]
En abril de ese año una nueva constitución garantizaba los derechos civiles e individuales y respaldaba el control civil de los militares. El nuevo documento otorgaba libertades que nunca se habían conocido en el país; se declaraba algunos derechos laborales, así como a sindicatos, fueron tomadas en cuenta también las mujeres embarazadas, las personas sin hogar, la familia, los niños y los jóvenes, los agricultores y los hijos ilegítimos. Estos y otros cambios, como la reforma sobre las posesiones de tierra, golpeaba a los terratenientes conservadores y militares, sobre todo cuando se expuso en contra de tres décadas de autoritarismo somnoliento bajo el régimen de Rafael Leónidas Trujillo. La jerarquía de la Iglesia Católica también reprochó el carácter laico de la nueva Constitución, en particular la disposición de la legalización del divorcio. La jerarquía, junto con la cúpula militar y la élite económica, también temían la influencia comunista en el país y advirtieron de la posibilidad de "otra Cuba". El resultado de esta preocupación y la oposición fue dar un golpe militar el 25 de septiembre de 1963.
El golpe de Estado efectivamente negaba las elecciones de 1962 mediante la instalación de una junta civil, conocida como el "Triunvirato", dominada por los remanentes trujillistas. El líder inicial del Triunvirato fue Donald Reid Cabral. El Triunvirato no logró establecer su autoridad sobre las facciones conservadoras, ni dentro ni fuera del ejército, tampoco convenció a la mayoría de la población de su legitimidad.
Inmediatamente después del golpe contra Bosch, el país estalló en resistencia contra el triunvirato militar. El Movimiento 14 de Junio armó un frente guerrillero armado en las montañas del Cibao liderado por Manolo Tavarez Justo, pero a pesar de que este fue asesinado menos de 3 meses después que empezara la rebelión, el frente siguió, por cierta parte, activo por los siguientes meses.

## La guerra civil
El 24 de abril de 1965, tres oficiales del ejército solicitaron una reunión con Reid Cabral para negociar en el Campamento Militar 16 de Agosto, pero este rechazó al estar consciente de unos rumores de un golpe de Estado militar y estando seguro de que la reunión era una trampa. Entonces Cabral mandó a su secretario de las Fuerzas Armadas, Marco Riviera Cuesta. Resulta que, justo como Reid había pensado, la reunión que pidieron estos oficiales era una trampa, parte de un complot para lanzar el golpe de Estado que Reid pensó que iban a lanzar, y al llegar Cuesta al campamento, fue inmediatamente detenido por los tres oficiales. Al capturar a Riviera, los militares rebeldes, llamados constitucionalistas, tomaron la sede de la Radio Santo Domingo, y los constitucionalistas movilizaron a 5,000 civiles a favor de su causa, proveyéndoles armas y granadas Molotov, y a 1,500 militares, elevando a sus fuerzas a 6,500 hombres.
En la mañana del 25 de abril, los rebeldes asaltaron el Palacio Nacional para finalmente lanzar su golpe, logrando capturar a Donald Reid Cabral vivo y proclamando a José Rafael Ureña como presidente. Antes del golpe, y al enterarse Reid del apresamiento de Riviera, apuntó al General Elías Wessin y Wessin como secretario de las Fuerzas Armadas, y este logró movilizar a elementos del ejército que estaban en contra de los golpistas, no más de 1,800 hombres, llamándolos lealistas, y preparando un contraataque para sacar a Ureña del poder. En el transcurso del día, Wessin mandó 4 aviones P-51 Mustang, para bombardear al Palacio y a otras posiciones rebeldes, y el buque de guerra lealista Mella, posicionado en el Río Ozama, hizo lo mismo, pero las tropas de Wessin no llegaron a lanzar un ataque por tierra para retomar el Palacio. Mientras esto pasaba, los estadounidenses mandaron helicópteros militares y barcos para evacuar a los 3,500 ciudadanos norteamericanos y otros ciudadanos extranjeros que se encontraban en Santo Domingo al tiempo de empezar la guerra.
El 27 de abril, mientras los norteamericanos evacuaban a 1,176 de sus ciudadanos, Wessin ordenó a 1,500 de sus tropas, apoyadas por vehículos blindados, a marchar desde la Base Aérea de San Isidro, capturar el Puente Duarte y lanzar un ataque pinza hacia el centro de Santo Domingo desde Santo Domingo Este para capturar el Palacio mientras 700 tropas lealistas marchaban desde San Cristóbal a atacar a Santo Domingo desde el occidente. Aunque los lealistas lograron tomar posiciones en la orilla occidental del río, enfrentaron fuerte resistencia de las fuerzas constitucionalistas, especialmente civiles armados, quienes quemaban los tanques enemigos con sus granadas Molotov y usaban tácticas guerrilleras para forzar a los hombres de Wessin a una batalla urbana sangrienta desventajosa. Esto no le dejó a Wessin ninguna otra opción que ordenar una retirada y abandonar el ataque con fuertes bajas, mientras los rebeldes aprovecharon y atacaron los cuarteles policiacos lealistas en la Fortaleza Ozama, tomando a 700 prisioneros. 

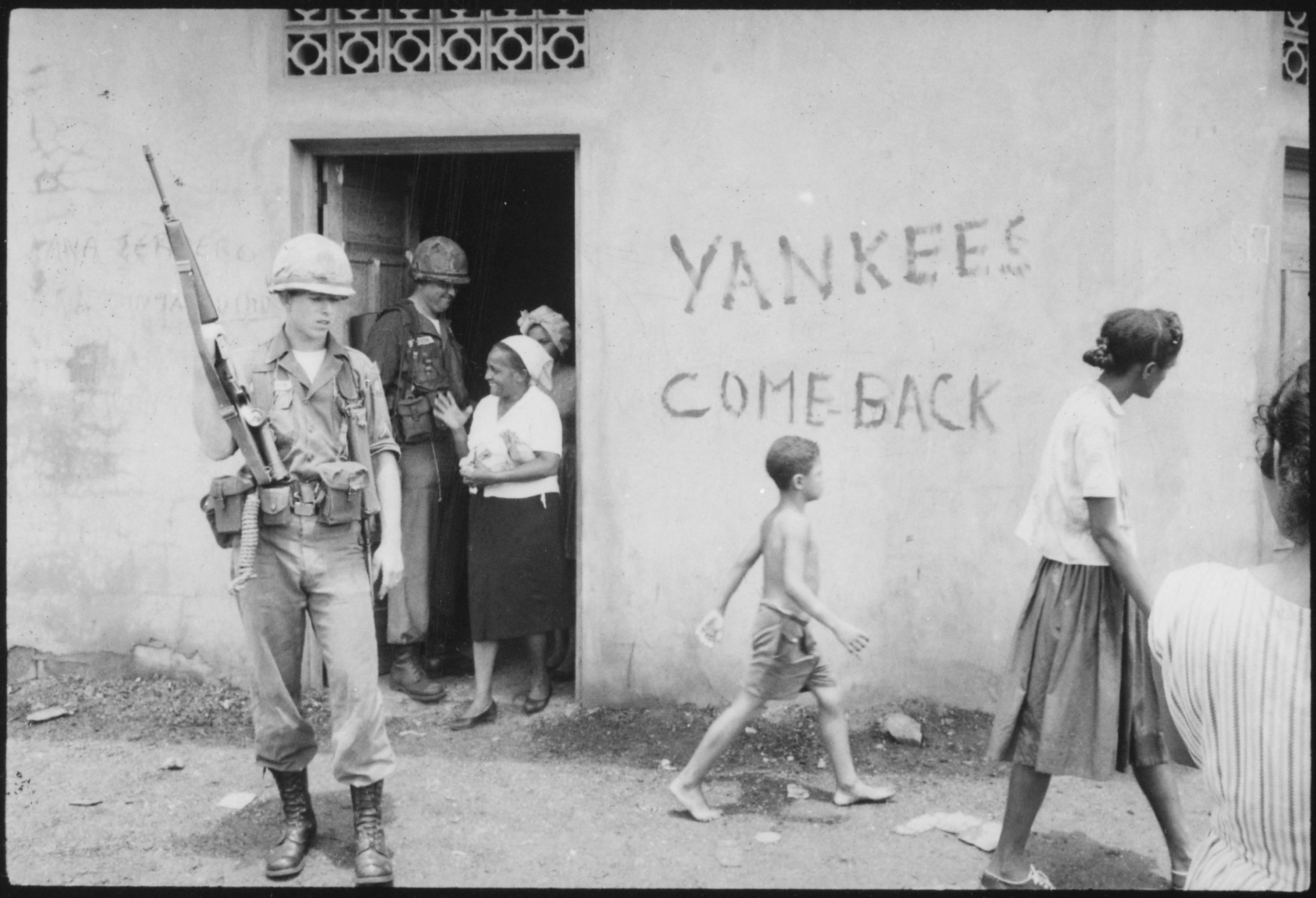
Distribución de alimentos, Santo Domingo, 9 de mayo de 1965

El 28 de abril, los Estados Unidos mandó a un batallón de infantería marine a Haina a asistir con la evacuación de 676 ciudadanos norteamericanos del Hotel Embajador, y en esta operación, un francotirador constitucionalista mató a un marine, cosa que, a pesar de no saber si fue intencional o no, causó un corto tiroteo entre los marines y los rebeldes sin resultado. En la madrugada del 30 de abril, los primeros elementos de la 82.ª División Aerotransportada aterrizó en San Isidro, empezando oficialmente la intervención militar estadounidense. En la mañana, los estadounidenses aseguraron toda la orilla oriental del Río Ozama, y desde ahí transportaron cañones howitzers a la orilla, y destruyeron numerosas posiciones rebeldes, logrando ocupar un perímetro de 6 esquinas al otro lado del Ozama. En ese mismo día, los estadounidenses lograron mediar una tregua entre los lealistas, quienes ya perdieron fe en el triunvirato militar y perdieron la Zona Colonial, y los rebeldes, que estaban ya en una posición delicada gracias a la amenaza de los norteamericanos. Esta tregua tomó efecto para el 5 de mayo, terminando la fase principal de la guerra.

## Última fase de la guerra
Aunque ambos bandos estaban en tregua, hubo tiroteos y pequeñas batallas frecuentes alrededor del país. El 13 de mayo, los lealistas empezaron una contraofensiva en la parte norte de Santo Domingo con el objetivo de capturar la sede de la Radio Santo Domingo, donde los rebeldes motivaban al pueblo dominicano a alzarse contra los invasores yanquis y los lealistas como parte de una campaña psicológica contra ellos. Para la semana siguiente, los lealistas tomaron el edificio.
Los estadounidenses seguían ocupando Santo Domingo, pero con el alto de fuego acordado, empezaron a gradualmente retirar tropas del país desde el 26 de mayo, y por un mes y medio, no hubo enfrentamientos significativos. El 15 de junio, con los constitucionalistas habiendo perdido la Radio Santo Domingo y el Palacio Nacional ya hace dos meses y medio atrás, Francisco Caamaño ordenó un último ataque contra las posiciones estadounidenses en Ciudad Nueva. Al principio, el ataque sorpresa tuvo algo de éxito, ya que no era esperado y los rebeldes le tiraron todo lo que tenían contra los norteamericanos, pero al día siguiente, con refuerzos, tanques y vehículos blindados norteamericanos llegando al sitio de batalla, los constitucionalistas, a pesar de su brava resistencia al contraataque estadounidense, no lograron terminar de penetrar sus defensas ni repelar por completo la contraofensiva yanqui, la cual infligiό varias pérdidas a los rebeldes, pero no les causό una derrota total. Aun así, Caamaño, derrotado, fue forzado a reiniciar negociaciones con el enemigo, aprovechando que sus ejércitos no habían sido totalmente derrotados para en un futuro lanzar una nueva ofensiva, la cual nunca se produjo.

## Fin de la guerra y consecuencias
Aunque la guerra ya había terminado, hubo algunos enfrentamientos entre ambos bandos, como la emboscada lealista contra una fuerza constitucionalista en Santiago mientras estaban en el funeral de un teniente muerto en noviembre, y intento de golpe de Estado rebelde en enero de 1966, el cual fracasó y resultó en Caamaño exiliado.

### Vida política de Caamaño después de la guerra civil
Aunque una considerable parte de la población se enfiló en el bando legitimista en defensa de su propia nación, el popular líder militar Francisco Caamaño consideró que el conflicto tuvo una "victoria social" en el país. Luego de finalizada la guerra civil y en los años siguientes Francisco Caamaño ocupó ciertos cargos diplomáticos en representación del país en Estados Unidos y Europa; sin embargo su espíritu guerrillero le llevó a instalarse en Cuba bajo la protección del gobierno de Fidel Castro. Desde ahí creó un plan militar insurgente con el objetivo de formalizar un foco guerrillero en República Dominicana, para iniciar una revolución y definitivamente derrocar al presidente Joaquín Balaguer (reformista-conservador), pero en este caso la población se rebelaría en defensa del gobierno, y las Fuerzas Armadas Dominicanas actuarían con lealtad bajo la orden gubernamental, aplastando así la insurgencia de 1973 y asesinando a Francisco Caamaño (todavía no está claro qué quería lograr realmente esa insurgencia).

### Heroínas de la Revolución de Abril
- Ana Francisca Mena Ares

Convirtió la "Casa Anita," en la Calle Nouel de lo que es ahora la Zona Colonial, de ser una tienda a ser un lugar de amparo para combatientes heridos.  Ana era el punto de contacto para los que entraban y salían de la zona también, cuidando de las familias de los combatientes y los líderes revolucionarios. 
- Hilda Gautreau

Militante del Movimiento Revolucionario 14 de junio y posteriormente del Movimiento Popular Dominicano (MPD). Fue activista estudiantil y se graduó de abogada en la Universidad Autónoma de Santo Domingo. Se integró a la revolución de 1965 desde el Comando Médico y participó en los combates del Puente Duarte los días posteriores al 24 de abril.
- Yolanda Guzmán

Militante del Partido Revolucionario Dominicano (PRD) y sindicalista. Fue una de las primeras mujeres combatientes caídas en la guerra de 1965. El 2 de mayo, en un paraje de Guanuma, mientras alentaba a los pobladores a tirarse a las calles a luchar contra la intervención fue fusilada por miembros del Centro de Enseñanza de las Fuerzas Armadas (CEFA) que defendía al gobierno golpista.
- Emma Tavárez Justo

Dirigente del Movimiento Revolucionario 14 de Junio. Estudió Derecho en la Universidad Autónoma de Santo Domingo, donde se destacó como dirigente estudiantil. Posteriormente militó en el Partido Comunista Dominicano (PCD). En abril de 1965 se incorporó a las fuerzas constitucionalistas y fundó un centro para recibir combatientes heridos cuyos comandos no ofrecían condiciones para su convalecencia.
- Piky Lora

Guerrillera en la insurrección armada del Movimiento Revolucionario 14 de Junio en 1963 en el frente Juan de Dios Ventura Simó que operó en las montañas de Ocoa.
Sufrió cárcel y exilio, y a su regreso al país en 1965 se unió a las fuerzas constitucionalistas desde el Comando Central del 14 de Junio. Fue instructora militar en la Academia 24 de abril, abogada y especialista en materia de tierras.
- Aniana Vargas

Se inició en la lucha contra la dictadura y partió hacía el exilio en 1959, donde se ligó intensamente a las actividades anti-trujillistas. De regreso al país, se integró al Movimiento Revolucionario 14 de Junio. En abril de 1965 combatió en la zona norte de la capital bajo la dirección de Roberto Dubergé.
Años más tarde fundó una federación de campesinos para luchar contra los desalojos y por la preservación de la cuenca de los Ríos Yuna y Blanco.
En el Boletín del Archivo General de la Nación titulado: Participación de la mujer en la Guerra de abril de 1965 (ver testimonios) por Pedro De León C., recoge los testimonios de las siguientes mujeres, también protagonistas de esta hazaña histórica:
- Venecia Juan
- Edith Altagracia Ferreira
- Fiume Bienvenida Gómez Sánchez
- Milagros Concepción
- Elvira Grecia Johnson Ortiz
- Gisela Antonia Mercedes
- Ana Joaquina Viñel Taveras (La China)